# Échange standard
Cet article concerne une notion du commerce. Pour le film de 2011, voir Échange standard (film, 2011).
En vente, la notion d’échange standard désigne le remplacement à l'identique d'un bien déjà possédé par le client.
Plus généralement, il est utilisé pour indiquer le remplacement dans un ensemble mécanique ou autre, d'une partie usée ou détériorée par son équivalent neuf, ou remis à neuf en usine : l'échange standard d'un moteur usé (voiture, avion, matériel ferroviaire) par un moteur rénové en usine se fait évidemment moyennant le prix de la rénovation, qui est néanmoins plus faible à l'usine du fabricant qu'à l'atelier du propriétaire, où il serait souvent inenvisageable. En outre il peut y bénéficier d'une garantie de qualité et de sécurité comparable à celle du matériel neuf.
C'est une opération de maintenance courante, pour des ensembles d'électronique très complexes (central téléphonique ou gros ordinateur, par exemple), d'échanger une carte défectueuse par une carte neuve. Ils sont conçus pour faciliter cette opération par simple insertion des cartes sur le fond de panier, et le service d'entretien approvisionne d'avance des cartes neuves pour y procéder sans délai en cas de besoin.

## En après-vente automobile
L’échange standard est largement utilisé dans la réparation automobile. De nombreuses pièces auto, comme les  alternateurs, démarreurs, pompes d’injection, turbos, etc., comportent un élément d’usure et une partie beaucoup plus durable. Un reconditionnement par le fabricant permet de ne changer que l’élément soumis à l’usure. Par exemple, dans le cas du turbo, une nouvelle cartouche centrale serait montée dans une ancienne coquille. Le vendeur possède en réserve de telles pièces réusinées. Dès qu’il en vend une, il reprend l’ancienne pièce à l’acheteur et la renvoie au fabricant, pour la remettre à neuf à son tour et la revendre plus tard à un nouveau client. L’acheteur fait ainsi des économies, mais n’a pas à attendre le retour de réparation de l’ancienne pièce.
Les pièces en échange standard offrent une qualité quasiment équivalente à celle des pièces neuves, pour un prix 30 à 40% inférieur. La loi « Royal » sur la Transition Énergétique pour la Croissance Verte comporte un décret qui vise à obliger les garagistes à proposer l‘échange standard pour certaines catégories de pièces de rechange. Cette mesure n’est cependant pas encore applicable car à ce jour la liste de ces catégories n’a pas été validée. L'impact écologique est pourtant réel : l'usinage et la manutention d'un échange standard est très faible par rapport à l'achat de la même pièce neuve (extraction, transformation, valorisation des métaux et construction des pièces).